# Judeocristianisme

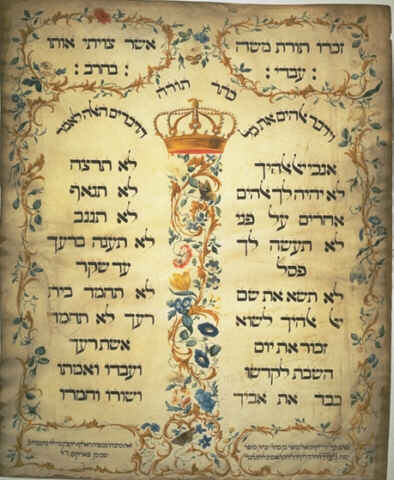
Decàleg de Jekuthiel Sofer, 1768, que imita la distribució en dues taules. Bibliotheca Rosenthaliana, Amsterdam.

Judeocristianisme o tradició judeocristiana és un terme genèric utilitzat per caracteritzar el conjunt de creences comunes del judaisme i del cristianisme, així com l'herència de la tradició jueva heretada pels cristians. Aquest terme és apropiat per caracteritzar el conjunt dels llibres que componen l'Antic Testament i el Nou Testament com la principal font de les creences doctrinals jueves i cristianes.

## Múltiples significats
Els primers usos del terme judeocristianisme, són citats per l'Oxford English Dictionary el 1899 i el 1910 respectivament, tots dos discutint els orígens del cristianisme; per tant «judeocristià» significa les creences del cristianisme primitiu i una continuació del judaisme negat pels jueus. El significat actual es va utilitzar per primera vegada el 27 de juliol de 1939 a la New English Weekly.
El terme va guanyar popularitat sobretot en l'esfera política dels anys 1920 i 1930, promoguda pels grups liberals, que es van desenvolupar a la Conferència Nacional de Cristians i Jueus el 1927, aliats en la lluita contra l'antisemitisme per expressar una idea més àmplia dels Estats Units d'Amèrica que la retòrica prèviament dominant de la nació com un país específicament cristià. El 1952 el president electe Dwight Eisenhower va parlar del concepte judeocristià:
| « | «tots els homes són dotats pel seu Creador.» En altres paraules, la nostra forma de govern no té cap sentit si no es fonamenta en una fe religiosa profundament sentida, i no m'importa el que sigui. Amb nosaltres, per descomptat, és el concepte de judeocristianisme, però ha de ser una religió amb tots els homes creats iguals. | » |

## Base d'un concepte comú de les dues religions
Els partidaris de la concepció judeocristiana afirmen que el cristianisme és l'hereu del judaisme, i que tota la lògica del cristianisme com una religió està basada en el fet que es va construir sobre el judaisme. La major part de la Bíblia cristiana és en realitat el Tanakh jueu, encara que en ordre diferent, sent utilitzat com a material d'ensenyament moral i espiritual de tot el món cristià. Els profetes, patriarques i herois de les escriptures jueves són també coneguts en el cristianisme, amb el text jueu com a base per a la comprensió de la història judeocristiana, i de personatges com Abraham, Moisès i Elies. Com a resultat, gran part dels ensenyaments jueus i cristians es basen en un text comú.

## Crítiques
Dos llibres notables han abordat la relació entre el cristianisme i el judaisme contemporani, «Where Judaism Differs» d'Abba Hillel Silver i «Judaism and Christianity» de Leo Baeck, motivats tant pel desig d'aclarir les relacions interreligioses «en un món on el terme judeocristianisme s'havia enfosquit les diferències essencials entre les dues religions». Com a reacció contra l'ofuscació de les diferències teològiques, el rabí Eliezer Berkovits escriu que «el judaisme és judaisme, perquè rebutja el cristianisme, el cristianisme és cristianisme perquè rebutja el judaisme». El teòleg i escriptor Arthur A. Cohen, a «The Myth of the Judeo–Christian Tradition», va qüestionar la validesa de la teologia judeocristiana, i va suggerir que era essencialment una invenció de les relacions ecumèniques i polítiques, mentre que Jacob Neusner, a «Jews and Christians: The Myth of a Common Tradition», escriu que «les dues religions s'adrecen a persones diferents parlant sobre coses diferents(...)».
El professor de dret Stephen M. Feldman qüestiona la validesa de la tradició judeocristiana:
| « | Una vegada que es reconeix que el cristianisme té històricament arrelat l'antisemitisme (...) Per als cristians, el concepte d'una tradició judeocristiana còmodament suggereix que el judaisme progressa en el cristianisme - que el judaisme és alguna cosa que es va concloure al cristianisme. El concepte de fluixos de la tradició judeocristiana a partir de la teologia cristiana ensenya que el Pacte cristià (o Testament) amb Déu substitueix a l'Aliança israelita. El cristianisme, segons aquest mite, reforma i substitueix el judaisme. El mite, per tant, implica, en primer lloc, que el judaisme s'ha de reformar i canviar, i, en segon lloc, que el judaisme modern es manté només com una «relíquia». El més important és que el mite de la tradició judeocristiana insidiosament enfosqueix les diferències reals i significatives entre el judaisme i el cristianisme. | » |

### Judeo-cristià-musulmà
El filòsof eslovè Slavoj Žižek ha argumentat que el terme judeo-musulmà per descriure la cultura de l'Orient Mitjà contra la cultura cristiana occidental, seria més apropiat avui en dia, afirmant que la influència de la cultura jueva al món occidental s'ha reduït a causa de la persecució i l'exclusió històrica de la minoria jueva (encara que també hi ha una perspectiva diferent sobre la contribució jueva i la seva influència). El concepte de tradició jueva-cristiana-musulmana es refereix, així, a les tres principals religions monoteistes, conegudes comunament com les religions abrahàmiques. L'intercanvi formal entre les tres religions, modelat a través del diàleg entre els grups, es va fer comú amb la globalització.